# Far Cry
Far Cry – strzelanka pierwszoosobowa, wyprodukowana przez Crytek Studios oraz wydana przez Ubisoft w 2004 roku.

## Fabuła
Gra opowiada o byłym żołnierzu sił specjalnych Jacku Carverze, który po odejściu z jednostki utrzymywał się z oferowania transportu łodzią. Został wynajęty przez dziennikarkę Valerie Constantine, która chciała zobaczyć jeden z archipelagów Mikronezji. W czasie rejsu ich łódka zostaje zniszczona przez rakietę wystrzeloną z plaży, dziennikarka znika, a on sam ledwo uchodzi z życiem. Świadomość odzyskuje w bunkrze, z którego jak najszybciej musi się wydostać i dowiedzieć się za sprawą pierwszego kontaktu w grze, tajemniczego Harlana Doyle’a, co tu robi oraz jak może przetrwać.

## Rozgrywka
Jako że Jack Carver ma doświadczenie wojskowe, bronią zdobytą w grze posługuje się tak jak każdy weteran służby wojskowej. Potrafi korzystać z maczety, broni palnej, wyrzutni rakiet, granatów, pojazdów i dodatkowego wyposażenia, takiego jak lornetki, latarki i paralotnie.

## Produkcja
Studio Crytek do stworzenia Far Cry’a i zaistnienia w świecie gier komputerowych wykorzystało autorski, nowoczesny silnik graficzny CryEngine, pozwalający na wyświetlenie dużej połaci terenu otwartego z bardzo wysokiej jakości teksturami, oferujący fizykę pozwalającą na przesuwanie bądź niszczenie dużej ilości elementów na planszy (wprawdzie nie można demolować terenu z drzewami, jednak wszystko inne jest dosyć plastyczne i możliwe do zburzenia). AI przeciwników też ma wysoką jakość: najemnicy, będący głównymi przeciwnikami gracza, potrafią oflankować gracza, wzywać innych na pomoc, korzystać z osłon, reagować na różne odgłosy i porozumiewać się ze sobą. Snajperzy starają się pozostać niezauważonymi przez gracza, rażąc go z dużych odległości. Robotnicy natychmiast zawiadamiają najemników w obliczu zagrożenia bezpieczeństwa itp. Mutanty zaś (jak się okazuje – stworzone przez kontrowersyjnego naukowca Kriegera) przeprowadzają jeden szybki, skuteczny atak, mający na celu szybkie zabicie bohatera. Wraz z grą udostępniono narzędzie CryEngine Sandbox służące do tworzenia własnych map i modów do gry.

### Wersje na konsole
W 2004 Crytek sprzedał prawa do nazwy Far Cry wydawcy Far Cry’a – Ubisoftowi. Ubisoft ogłosił produkcję Far Cry Instincts na Xboxa oraz na PlayStation 2. Z czasem wersja na PS2 została anulowana ze względu na zbyt duże wymagania gry, a Far Cry: Instincts został wydany na Xboksa 27 września 2005 w USA. 28 marca 2006 była premiera Far Cry: Instincts Evolution na konsolę Xbox oraz Far Cry: Instincts Predator na konsolę Xbox 360.
11 lutego 2014 zadebiutowało wydanie gry na konsole Xbox 360 i PlayStation 3 pod nazwą Far Cry Classic – ukazało się ono w dystrybucji cyfrowej. Natomiast 21 lutego została wydana pudełkowa kompilacja pt. Far Cry: The Wild Expedition, w której znajduje się reedycja pierwszej części z serii.

## Film
Entuzjasta gier komputerowych, Uwe Boll (reżyser m.in. Alone in the Dark oraz Domu śmierci) nabył prawa do filmu. Początek zdjęć zapowiadany był na czerwiec 2007. Sam film ukazał się już w październiku 2008 w Niemczech.